# 琉球雲紋網蛾
琉球雲紋網蛾（学名：Canaea ryukyuensis）为網蛾科雲紋網蛾屬下的一个种。